# Mohammed Barrada
Mohammed Barrada, född 1938 i Rabat, är en marockansk författare, litteraturkritiker och översättare.
Barrada tog examen i arabiska vid Kairo universitet och doktorerade i modern litteraturkritik i Paris. Han är professor i arabiska på universitetet i Rabat. Han har givit ut ett flertal kritiska verk och har översatt böcker från franska till arabiska. Två av hans romaner finns översatta till engelska, L'ubat al-Nisyan (The Game of Forgetting, 1986) och Al-Daw al-harīb (Fugitive Light, 1993).